# Chlorops ornata
Chlorops ornata är en tvåvingeart som först beskrevs av Christian Rudolph Wilhelm Wiedemann 1817.  Chlorops ornata ingår i släktet Chlorops och familjen fritflugor.
Artens utbredningsområde är Tyskland. Inga underarter finns listade i Catalogue of Life.